# رودریگو ویلگرا
رودریگو ویلگرا (انگلیسی: Rodrigo Villagra؛ زادهٔ ۱۴ فوریهٔ ۲۰۰۱) بازیکن فوتبال است.
از باشگاه‌هایی که در آن بازی کرده‌است می‌توان به باشگاه فوتبال روساریو سنترال اشاره کرد.
وی همچنین در تیم ملی فوتبال زیر ۲۰ سال آرژانتین بازی کرده‌است.